# Sinupetraliella cylindrica
Sinupetraliella cylindrica är en mossdjursart som beskrevs av Harmer 1957. Sinupetraliella cylindrica ingår i släktet Sinupetraliella och familjen Petraliellidae. Inga underarter finns listade i Catalogue of Life.